# 马登·莫罕拉尔·爱德
爱德华（1886年10月9日—1957年12月1日）本名马登·莫罕拉尔·爱德（Madan Mohanlal Atal），今印度北方邦哈都县人，印度医生、诗人，印度民族运动人士，曾为国际纵队成员、印度援华医疗队队长。

## 生平
1886年10月9日，爱德华出生于今印度北方邦哈都县。早年留学英国，自爱丁堡大学毕业，是英国皇家外科医学会会员。在英国，爱德华曾任医院院长。回到印度后，曾在大学当教授。1936年，爱德华参加国际纵队赴西班牙，在西班牙内战中开展战地医疗。
1938年9月，爱德华作为队长，率领印度援华医疗队来中国，起初在汉口、宜昌、重庆等地开展工作，后来到延安，又到山西前线，但因年老有病，于1940年回印度治病。
1942年，爱德华因为参加要求英国殖民者“退出印度”的运动而被捕入狱一年。1950年美国军队参加朝鲜战争时，爱德华是第一位支持“不许干涉朝鲜”的印度人。
1950年11月，爱德华率印度代表团出席了在波兰华沙举行的第二届世界保卫和平大会。1952年8月，爱德华在印度北方邦和平大会上当选为北方邦和平委员会副主席。此后，爱德华还曾任全印和平理事会副主席。
1951年1月，爱德华借出席世界和平理事会日内瓦常务委员会会议之机，途经中华人民共和国访问。回到印度后，爱德华向印度人民介绍了中华人民共和国的情况。爱德华曾希望写一本介绍中华人民共和国的书。
1957年，在中华人民共和国国庆期间，爱德华与当年印度援华医疗队的其他三名健在的成员卓克华、木克华、巴苏华应邀到中国访问。但爱德华到北京后突发急病，入北京协和医院治疗。其间，中华人民共和国总理周恩来和爱德华的老朋友马海德等人常去探望爱德华。经检查，爱德华患肝硬化已到晚期。1957年12月1日，爱德华在北京协和医院逝世。中华人民共和国政府为其举办隆重的追悼大会。
1958年，根据爱德华的遗嘱，骨灰一部分撒在印度恒河，一部分撒在中国黄河潼关渡口。1958年，在石家庄的华北军区烈士陵园内的柯棣华墓侧兴建了“爱德华博士纪念碑”。